# Strażnica WOP Puńsk
Strażnica Wojsk Ochrony Pogranicza Wołyńce/Puńsk – nieistniejący obecnie podstawowy pododdział graniczny Wojsk Ochrony Pogranicza pełniący służbę graniczną na granicy polsko-radzieckiej.

## Formowanie i zmiany organizacyjne
Strażnica została sformowana w 1945 w strukturze 26 komendy odcinka jako 122 strażnica WOP (Wołyńce) o stanie 56 żołnierzy. Kierownictwo strażnicy stanowili: komendant strażnicy, zastępca komendanta do spraw polityczno-wychowawczych i zastępca do spraw zwiadu. Strażnica składała się z dwóch drużyn strzeleckich, drużyny fizylierów, drużyny łączności i gospodarczej. Etat przewidywał także instruktora do tresury psów służbowych oraz instruktora sanitarnego.
W latach 1948–31 grudnia 1950, 122 strażnica OP Puńsk była w strukturach 13 batalionu Ochrony Pogranicza.
W latach 1 stycznia 1951–15 listopada 1955, 122 strażnica WOP Puńsk była w strukturach 222 batalionu WOP i w 1951 stacjonowała w Puńsku. 
Od 15 marca 1954 wprowadzono nową numerację strażnic. Strażnica III kategorii otrzymała numer 116.
15 listopada 1955 zlikwidowano sztab 22 batalionu WOP w Sejnach i strażnica została podporządkowana bezpośrednio pod sztab 22 Brygady WOP w Białymstoku. W sztabie brygady wprowadzono stanowiska nieetatowych oficerów kierunkowych odpowiedzialnych za służbę graniczną strażnic. Na początku 1956 ponownie przejściowo sformowano batalion graniczny w Sejnach i włączono w jego struktury strażnicę nr 116.
Opracowany w maju 1956 przez Dowództwo WOP kolejny plan reorganizacji formacji przewidywał rozformowanie kilku brygad, sztabów, batalionów i strażnic. Ta reforma miała przede wszystkim korzyści finansowe. W wyniku tej reformy, w lipcu 1956 rozformowany został 222 Batalion WOP, a także Strażnica WOP Puńsk .

## Ochrona granicy
Faktyczną ochronę powierzonego odcinka granicy państwowej, strażnica rozpoczęła w czerwcu 1946.
Sąsiednie strażnice:
- 121 strażnica WOP Rutka Tartak ⇔ 123 strażnica WOP Sankury – 1946

## Komendanci strażnicy
- ppor. Wołkowski[10] (był w 1945)[8]
- ppor. Józef Rusek (był w 1951)
- chor. Mieczysław Szczepanowski (był w 1952).